# Мичуринский сельсовет (Алтайский край)
Мичуринский сельсовет — муниципальное образование со статусом сельского поселения и административно-территориальное образование в Хабарском районе Алтайского края России. Административный центр — село Мичуринское.

## Население
| 1997  | 1998  | 1999  | 2000  | 2001  | 2002  |
| ----- | ----- | ----- | ----- | ----- | ----- |
| 1627  | ↘1596 | ↘1577 | ↗1639 | ↘1557 | ↘1525 |
| 2003  | 2004  | 2005  | 2006  | 2007  | 2008  |
| ↘1494 | ↘1480 | ↗1511 | ↘1495 | ↗1498 | ↘1452 |
| 2009  | 2010  | 2011  | 2012  | 2013  | 2014  |
| ↘1447 | ↘1303 | ↘1297 | ↘1286 | ↘1262 | ↘1206 |
| 2015  | 2016  | 2017  | 2018  | 2019  | 2020  |
| ↘1186 | ↘1151 | ↘1140 | ↘1130 | ↘1124 | ↘1089 |
| 2021  |       |       |       |       |       |
| ↘1088 |       |       |       |       |       |

По результатам Всероссийской переписи населения 2010 года, численность населения муниципального образования составила 1303 человека, в том числе 614 мужчин и 689 женщин.

## Населённые пункты
В состав сельского поселения входит 4 населённых пункта:
- Мичуринское (село, административный центр) — 848[11]
- Московка (посёлок) — 88[11]
- Новоплотава (посёлок) — 277[11]
- Ясная Поляна (посёлок) — 49[11]

На территории сельсовета находились ныне упразднённые селения Смолевка, Новосвободное.